# パドロン (トウガラシ)

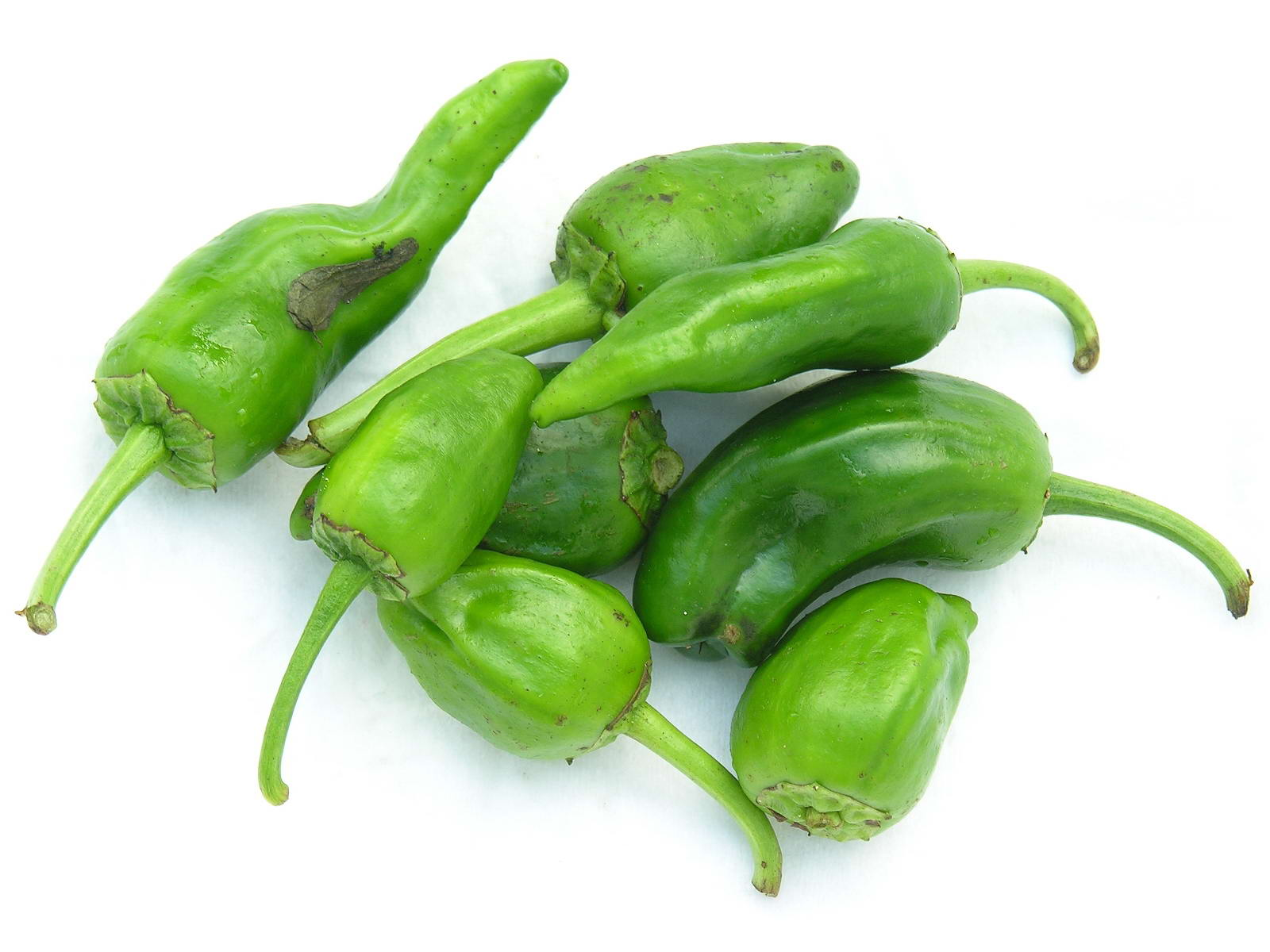
生のパドロン

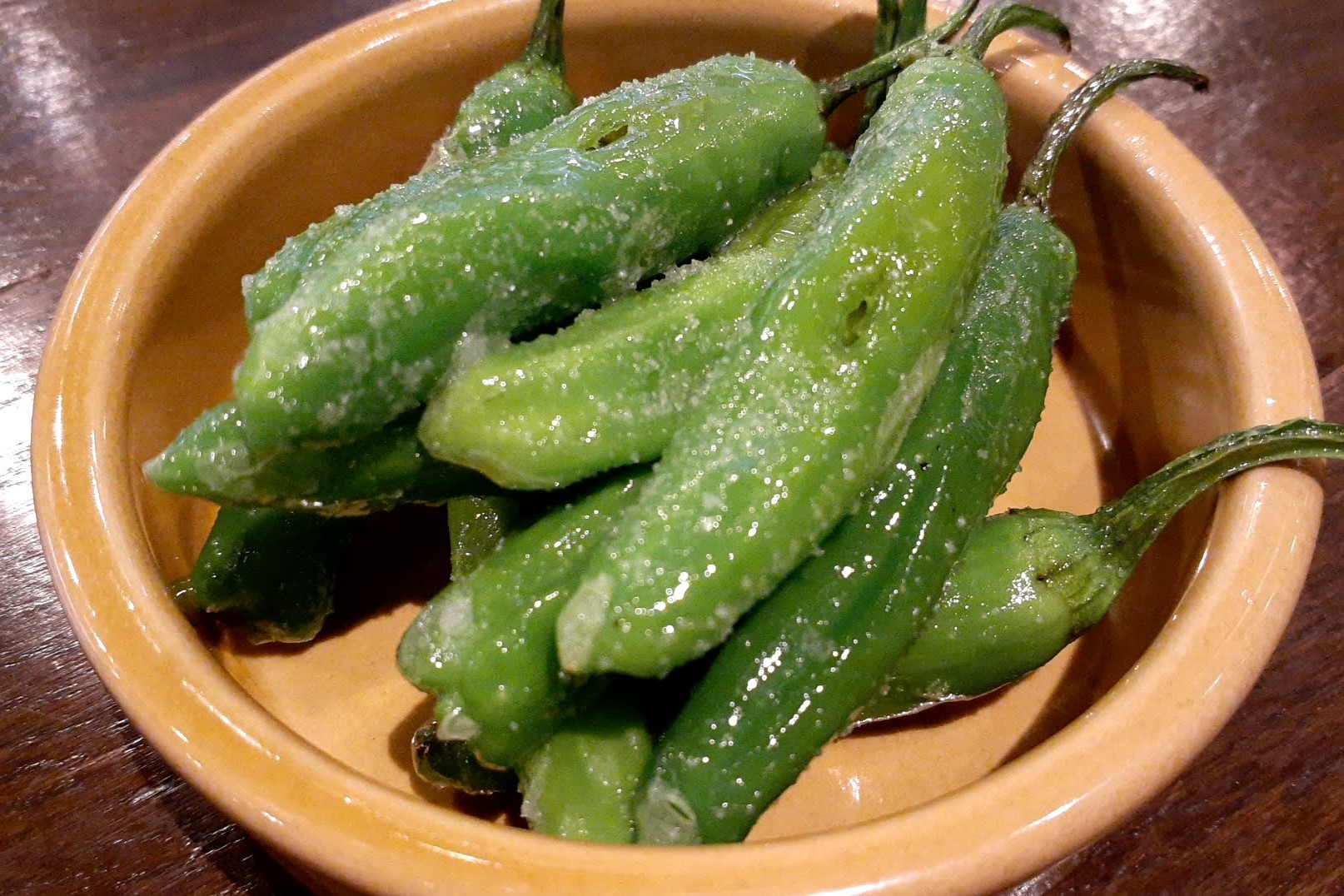
揚げたパドロン

パドロンまたはピメントス・デ・ パドロン（西: Pimentos de Padron、「パドロンのトウガラシ」の意）は、トウガラシの辛味種の一つであるが、辛味を呈する前の未成熟果を食すのが一般的である。スペイン・ガリシア州ア・コルーニャ県パドロンに由来し、同地のほか日本でも僅かに栽培されている。

## 特徴
実の大きさは、条件が良ければ一般的なピーマンよりも大きくなるが、野菜として主に利用するのは2.5 cm～4cm程の生長途上の若い果実である。色は明るい緑色から黄緑色で、成熟すると赤色になる。出荷されている物のほとんどは辛味の少ない味であるが、10–25%のものは非常に辛い。辛くなるかどうかは、成長中の水分及び日光、さらに温度による。土壌のみに水をかけた場合は刺激の少ない味になり、葉や茎を含む植物全体に水をかけた場合は辛くなると言われている。油で揚げ、タパスとして食べる。
ウーリャ川及びその支流サル川の土手に沿って生育し、特に名前の由来となったパドロンの町の温室に多い。スペイン南部、アメリカ合衆国、メキシコ、モロッコ等でも育つ。5月中旬以降の小さいうちに収穫され、5月末から10月末まで、時に11月に入っても販売することがあった。しかし、温室での栽培が行われるようになり、年中入手できるようになった。

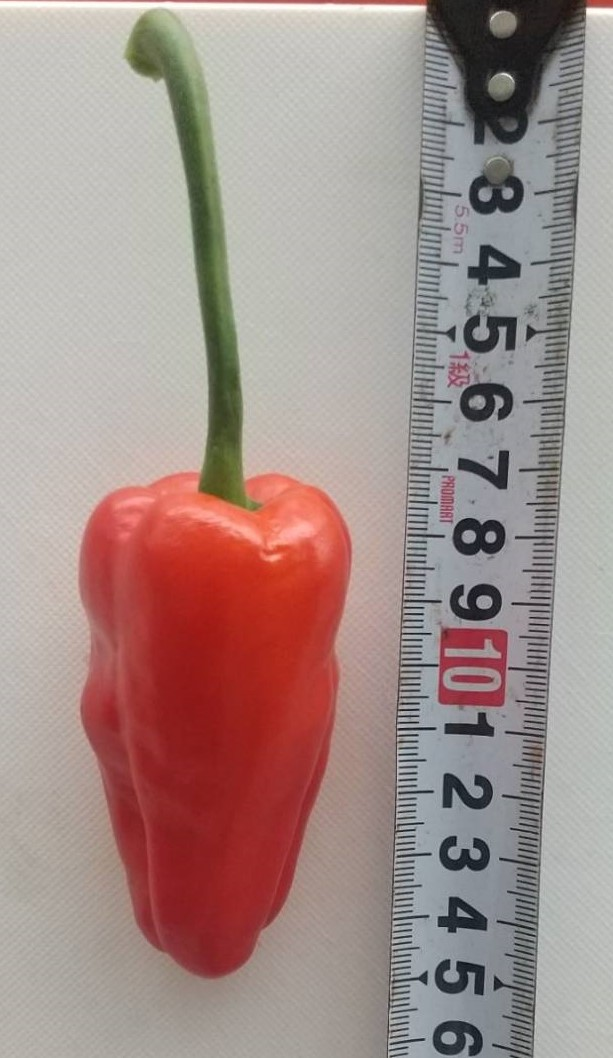
赤く成熟したパドロン

形は細長い円錐形である。味はマイルドだが非常に辛いものもあり、この性質がガリシアの有名な格言"Os pementos de Padron, uns pican e outros non"（パドロン唐辛子は、いくつかは辛く、いくつかはそうではない）の元になった。

## 利用
野菜として食用にするのは主に若い果実である。種子も未成熟で柔らかいので、種子やワタを取らずにそのまま調理するのが一般的である。食味はほのかな甘みがあり、えぐみや青臭さはピーマンよりも少ない。一般的なピーマンやししとうより未成熟な状態で収穫しているため、それらより実が柔らかく、幾分ジューシーである。これらの特徴により、ピーマンやししとうが苦手な子供でも食べやすいと言われるが、たまに強い辛味を呈しているものもあるので注意が必要である。
クセがないので和洋中、エスニックなど何にでも合う。油と相性が良く、本場スペインでは素揚げして塩を振っただけのシンプルな料理がビールのお供の定番となっている。スペインバルなどでは、たまにある辛味果はアタリと呼ばれ、ロシアンルーレット感覚で楽しまれている。
生果は日本国内での生産量は少なく、輸入もない為、入手困難なレア野菜の一つとなっている。冷凍フリッターなどの加工品は輸入もされている。
赤く成熟した果実は、初めはパプリカのように甘く、後味は激辛という個性を持っている。その強烈な辛味の為、野菜としての利用よりも香辛料としての利用に向いていて、日本国内でも、チョリソーや唐辛子味噌、柿の種などに利用する事業者があった。

## 栽培
一般的な露地栽培では春に播種し、5月から10月頃まで収穫できる。基本的にはピーマンやししとうに準じた方法で栽培できる。
食味には定評があるが、日本国内での栽培はあまり拡がっていない。マイナー野菜の為、国内の生産量など統計データは存在しない。栽培が拡がっていない理由については、主に下記の要因が考えられる。
1. 国内の種苗メーカーが種子販売を行っていない為、種子や苗自体の入手が困難。
2. 大きくなり過ぎたり、ストレスがかかると、辛味を呈する果実の割合や、辛味の程度が増してしまうので、デリケートな管理が求められる。近年の夏場の強烈な暑さは栽培をより難しくしている。栽培条件・環境が悪ければ、ほぼ全て辛味果になることもある。
3. 辛いか辛くないかを非破壊で正しく選別するには、ある程度の熟練を要する。選別能力が拙いと、商品の辛味果の比率が高かったり、強過ぎる辛味のものが含まれてしまって、クレームを受ける原因になる。